# Pterygonema ornatum
Pterygonema ornatum är en rundmaskart som beskrevs av Timm 1961. Pterygonema ornatum ingår i släktet Pterygonema och familjen Ceramonematidae. Inga underarter finns listade i Catalogue of Life.